# Presles (Calvados)
Presles település Franciaországban, Calvados megyében. Lakosainak száma 275 fő (2018. január 1.). Presles Burcy, Chênedollé, Le Désert, Estry, Montchamp, Pierres és Saint-Charles-de-Percy községekkel határos.

## Népesség
A település népességének változása:
| Lakosok száma | 307  | 300  | 264  | 254  | 244  | 261  | 270  | 282  | 280  | 275  |
|               | 1962 | 1968 | 1982 | 1990 | 1999 | 2008 | 2011 | 2013 | 2017 | 2018 |